# تلمبه سیدحسین حسینی‌نسب
تلمبه سیدحسین حسینی‌نسب، یک آبادی از توابع بخش چترود، شهرستان کرمان در استان کرمان ایران است.

## جمعیت
این آبادی در دهستان معزیه قرار دارد و براساس سرشماری مرکز آمار ایران در سال ۱۳۹۵، جمعیت آن ۵۷ نفر (۹ خانوار) بوده‌است.